# Dětřichov (Jeseník)
Dětřichov (něm. Dittershof, pol. Dzietrzychów) je část města Jeseník. Leží na východ od Jeseníka, na jižních svazích Zlatého chlumu, a skládá se ze stavebně samostatných vsí (osad) Seč, Pasíčka, Mýtinka a Dlouhá Hora.

## Název
Nejstarší doložené jméno vesnice (ze 17. století) bylo Hof - "Dvůr". Podle jiných místních jmen na Jesenicku zakončených na -hau ("mýtina") se jméno změnilo na Hofhau (1. polovina 18. století). Poté, co vesnici do vlastnictví získal Karl Ditters von Dittersdorf, byla vesnice přejmenována na Dittershof - "Dittersův dvůr" (poprvé doloženo 1786), což se záhy (doloženo od 1793) změnilo na Dittersdorf - "Dittersova ves". České jméno bylo stanoveno roku 1924 (hláskovou úpravou) jako Dětřichov.

## Historie
Dětřichov je nepřiléhavý název této části města Jeseník administrativně vzniklé 1. ledna 1973, protože samotný historický Dětřichov je dnes součástí Bukovic. Dnešní Dětřichov se skládá z těchto čtyř osad:
- Seč (do 1949 Franková,[5] něm. Frankenhau),
- Pasíčka (do 1949 Štreitová,[5] něm. Streitenhau),
- Mýtinka (do 1949 Ficová,[5] něm. Fietzenhau),
- Dlouhá Hora (do 1949 Hamrová,[5] něm. Hammerhau).

Seč, Pasíčka a Mýtinka vznikly jako dřevařské obce někdy v 18. století. Od roku 1765 měly společné zákupní fojtství a nazývaly se společně Haugemeinde (pasečné obce). Dlouhá Hora vznikla roku 1790 v místě bývalých hamrů na Vrchovištním potoce. Všechny osady patřily od svého vzniku k frývaldovskému panství vratislavského biskupa. Od roku 1850 byly součástí obce Bukovice až do roku 1950, kdy byly spolu s nimi připojeny k Jeseníku.

### Vývoj počtu obyvatel
Počet obyvatel dnešního Dětřichova podle sčítání nebo jiných úředních záznamů:
| Rok            | 1836 | 1869 | 1880 | 1890 | 1900 | 1910 | 1921 | 1930 | 1950 | 1961 | 1970 | 1980 | 1991 | 2001 |
| -------------- | ---- | ---- | ---- | ---- | ---- | ---- | ---- | ---- | ---- | ---- | ---- | ---- | ---- | ---- |
| Počet obyvatel | 230  | 412  | 388  | 422  | 359  | 370  | 386  | 264  | 142  | 172  | 137  | 97   | 120  | 121  |

1. ↑  z toho: Mýtinka: 48, Seč: 62, Pasíčka: 55, Dlouhá Hora: 65
2. ↑  všichni Němci a řím. kat.
3. ↑  z toho: Mýtinka: 48, Seč: 94, Pasíčka: 54, Dlouhá Hora: 68

V Dětřichově je evidováno 84 adres : 64 čísla popisná (trvalé objekty) a 20 čísel evidenčních (dočasné či rekreační objekty). Při sčítání lidu roku 2001 zde bylo napočteno 43 domů, z toho 37 trvale obydlených.

## Zajímavosti
- Jasan v Dětřichově, památný strom u silnice z Jeseníka do Rejvízu
- Lípa v Seči, památný strom

Na území Dětřichova zasahují i:
- Národní přírodní rezervace Rejvíz, který je se svým okolím rovněž evropsky významnou lokalitou
- Chráněná krajinná oblast Jeseníky
- Ptačí oblast Jeseníky (pro jeřábka lesního a chřástala polního)

## Fotogalerie

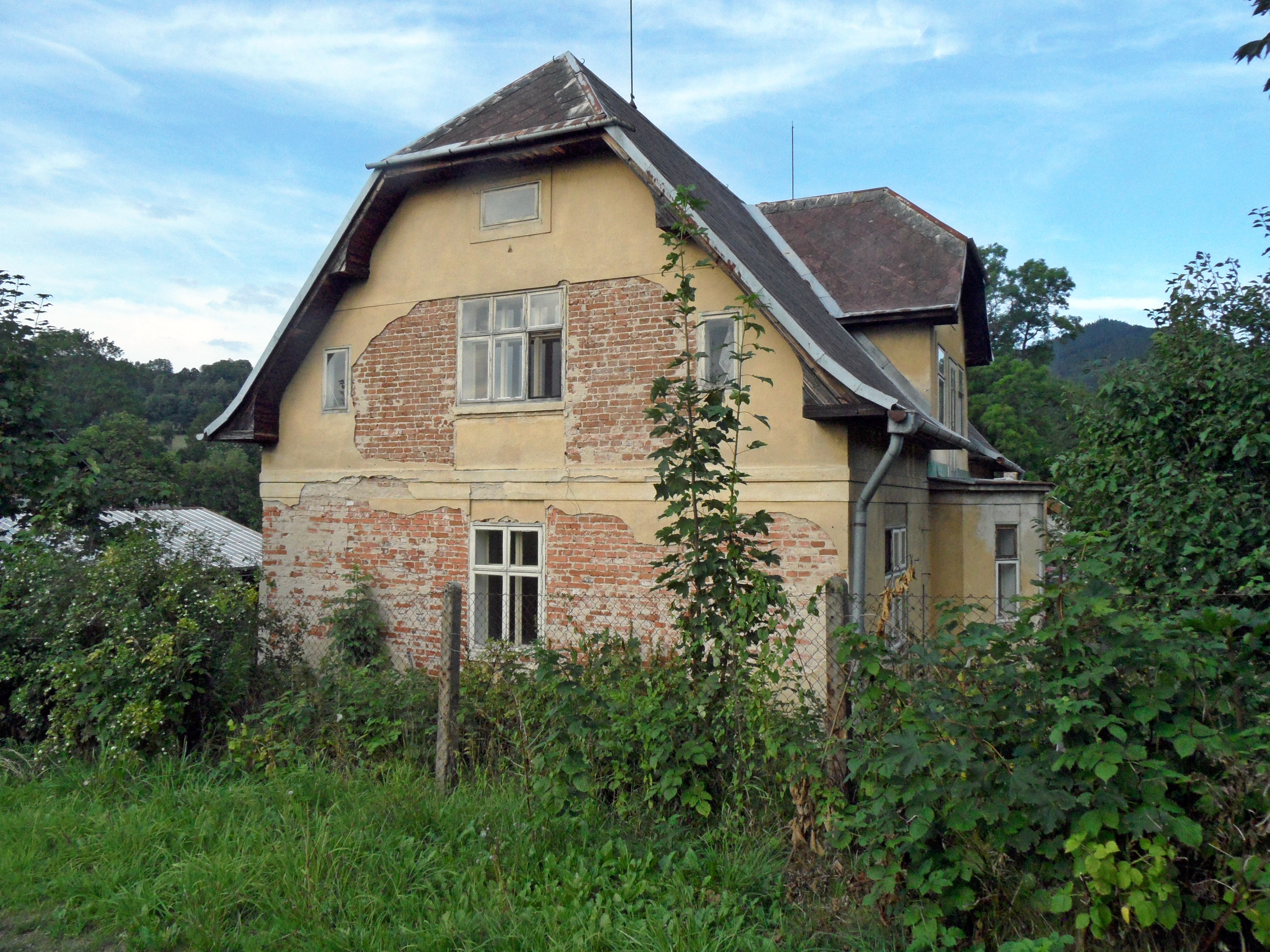
Starý dům
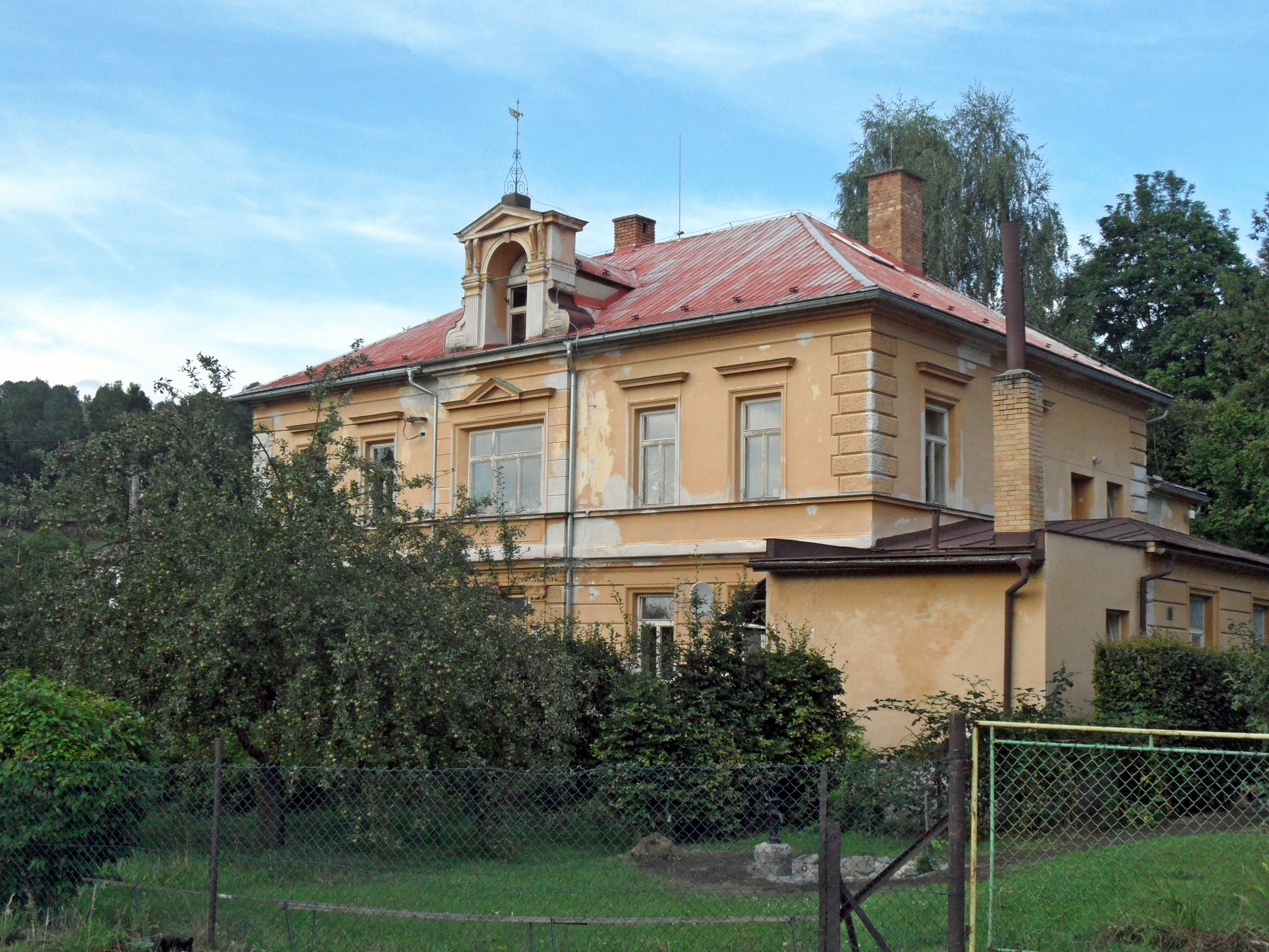
Centrum Zahrada 2000
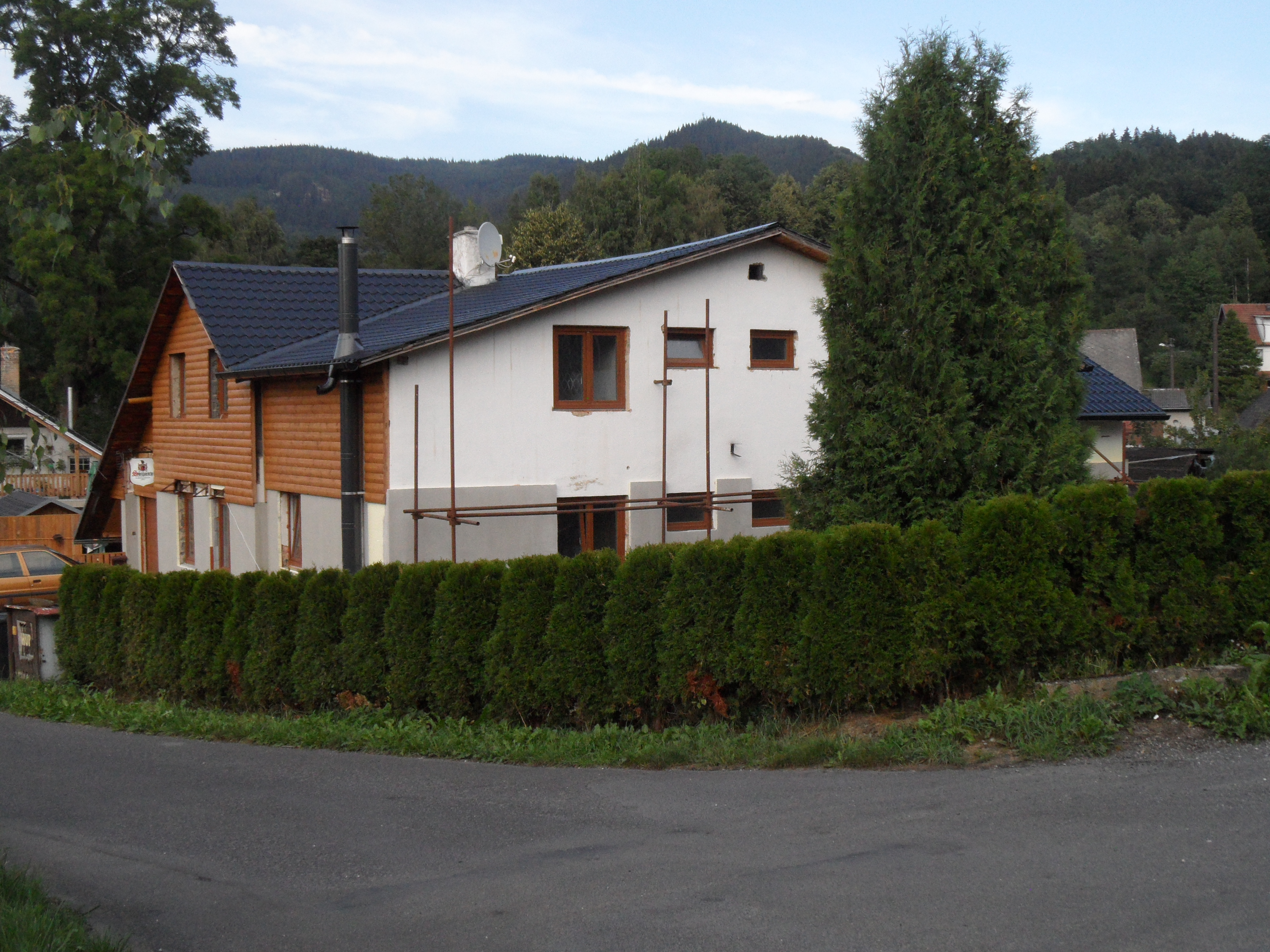
Restaurace
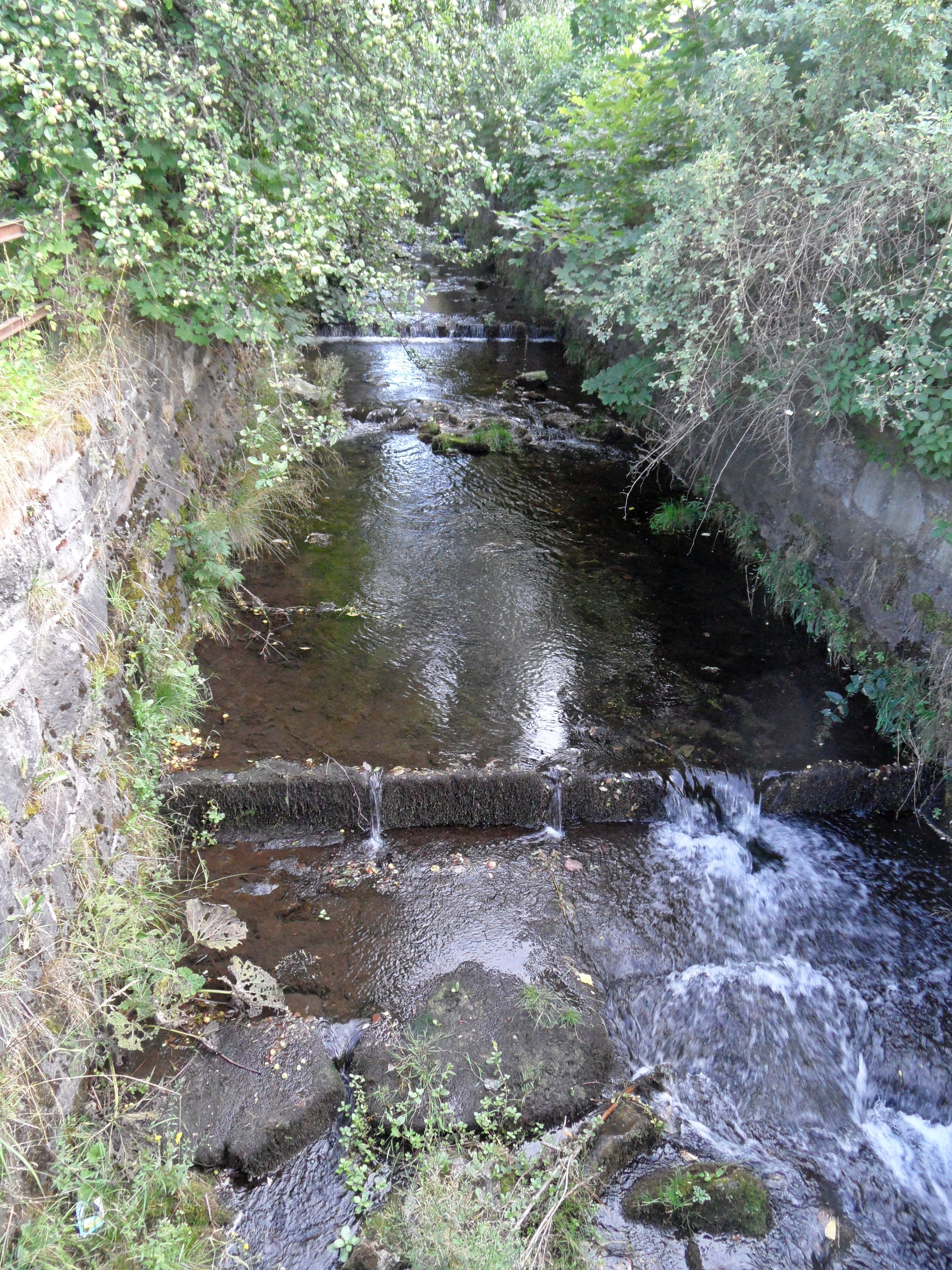
Vrchovištní potok
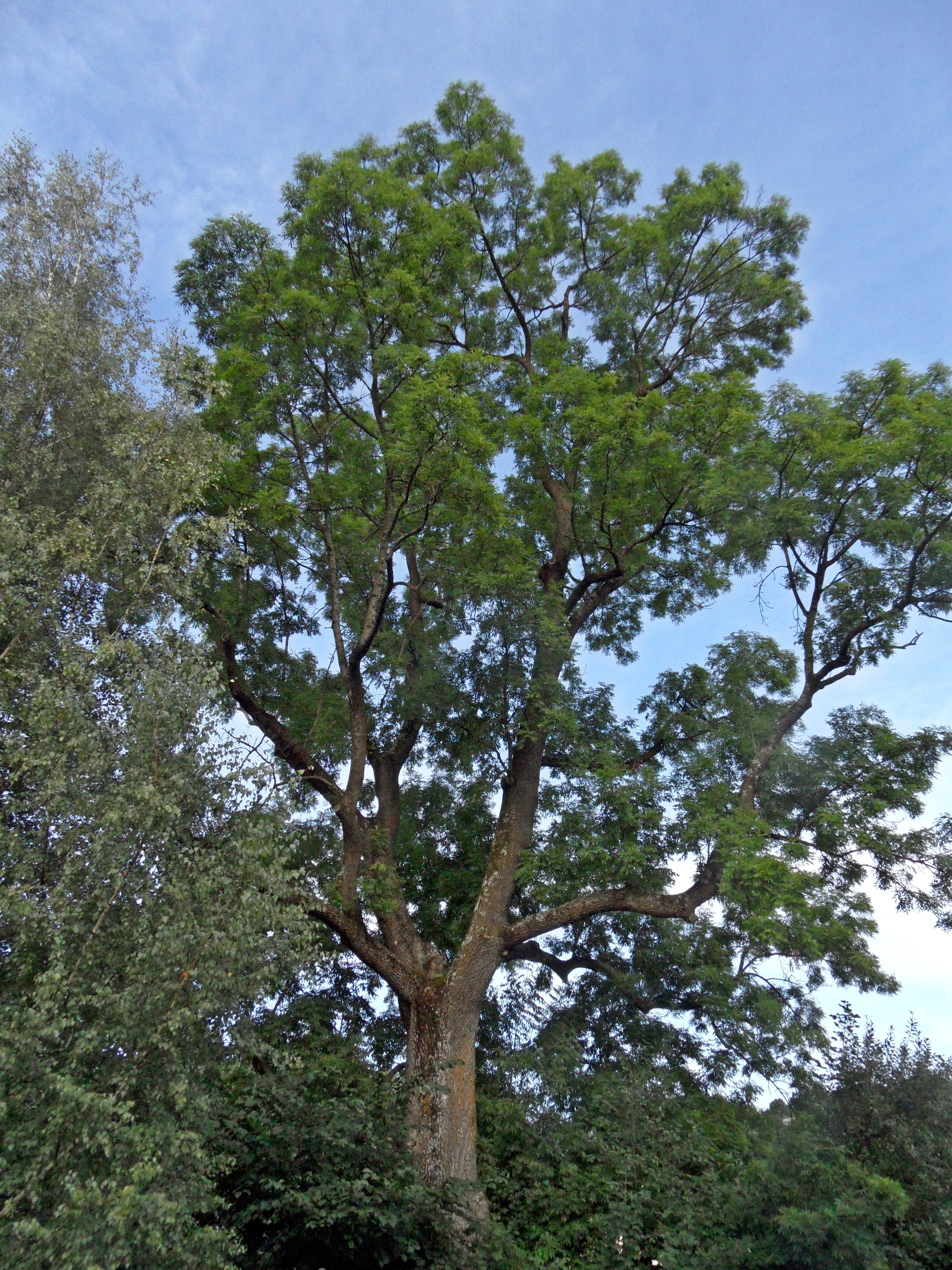
Památný strom: jasan ztepilý
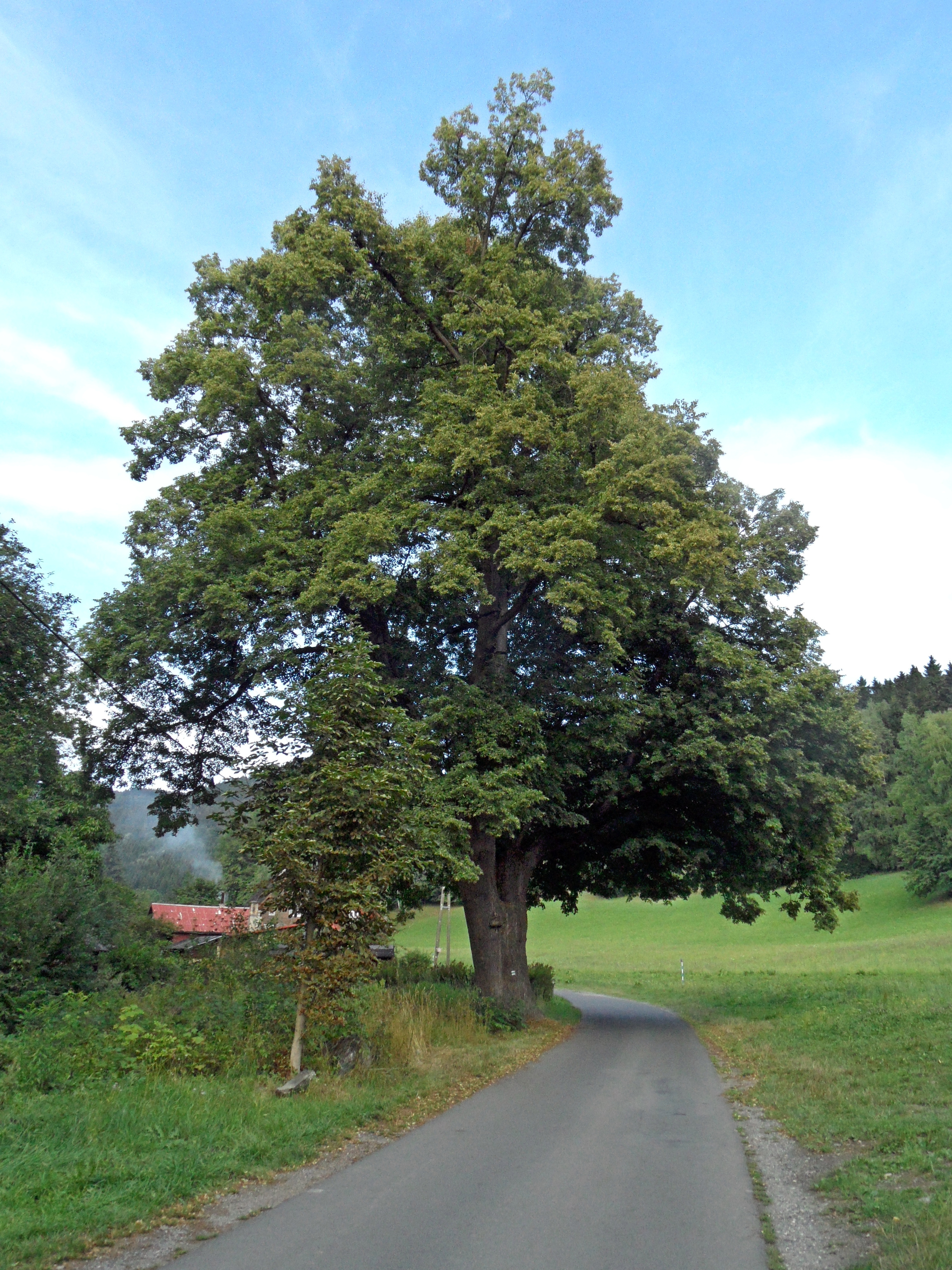
Památný strom: lípa srdčitá